# Javier Ramírez
Pour les articles homonymes, voir Ramírez.
Javier Ramírez, mieux connu sous le pseudonyme el El Cha!, est un musicien mexicain né le 9 février 1968. Il fut notamment le bassiste de formations musicales comme Fobia et Moderatto.